# John Cabell Breckinridge
John Cabell Breckinridge, född 15 januari 1821 nära Lexington, Kentucky, död där 17 maj 1875, var en amerikansk politiker. Han var sonson till John Breckinridge. 
Breckinridge började sin bana som advokat, deltog med utmärkelse i kriget mot Mexiko, invaldes 1851 och 1853 i kongressen samt blev 1856 vald till Förenta staternas vicepresident.

## Inbördeskriget
Vid presidentvalet 1860, då Lincoln segrade, var Breckinridge sydstatsdemokraternas kandidat, av dem nominerad på grund av deras missnöje med Stephen A. Douglas, som uppsatts av demokraterna i nord- och mellanstaterna. Breckinridge intog 1861 sin plats i senaten, men måste lämna den, sedan han inträtt i de konfedererades armé. Där stred han som generalmajor under Bragg och Lee och var från januari 1865 till Johnstons kapitulation i april samma år  krigsminister i Jefferson Davis kabinett. Efter krigets slut flydde han till Kuba, vistades därefter en tid i Europa, men återvände 1868 och återupptog sin advokatverksamhet i Lexington.